# Soengoerlare
Soengoerlare (Bulgaars: Сунгурларе) is een plaats en gemeente in het zuidoosten van Bulgarije en maakt deel uit van het oblast Boergas.

## Ligging
Soengoerlare ligt in het Boven-Thracisch Laagland, ongeveer 80 km ten noordwesten van Boergas. Soengoerlare bevindt zich 25 km ten westen van het administratieve centrum van de naburige gemeente Karnobat, 50 km ten oosten van Sliven en 45 km ten noorden van Jambol. In Soengoerlare kruisen vijf belangrijke wegen.

## Bevolking
Op 31 december telt de stad Soengoerlare 2.978 inwoners, terwijl de gemeente Soengoerlare 11.519 inwoners telt. Net als de meeste plaatsen in Bulgarije krimpt ook de bevolking van Soengoerlare.
| Jaar                  | 1934   | 1946   | 1956   | 1965   | 1975   | 1985   | 1992   | 2001   | 2011   | 2018   |
| stad Soengoerlare     | 2.252  | 2.575  | 3.434  | 3.754  | 3.586  | 3.680  | 3.750  | 3.691  | 3.226  | 2.978  |
| gemeente Soengoerlare | 27.101 | 29.381 | 26.218 | 25.572 | 21.082 | 18.273 | 16.958 | 15.409 | 12.559 | 11.519 |

## Gemeente
De gemeente Soengoerlare omvat de volgende plaatsen:
| - Balabantsjevo - Beronovo - Bosilkovo - Tsjernitsa - Tsjoebra - Dabovitsa - Esen - Gorovo - Grozden - Kamensko - Kamtsjia - Klimasj - Kosten - Lozarevo - Lozitsa | - Manolitsj - Podvis - Prilep - Ptsjelin - Sadovo - Saedinenie - Skala - Slavjantsi - Soengoerlare - Terzijsko - Valtsjin - Vedrovo - Velislav - Vezenkovo - Zavet |

## Galerij

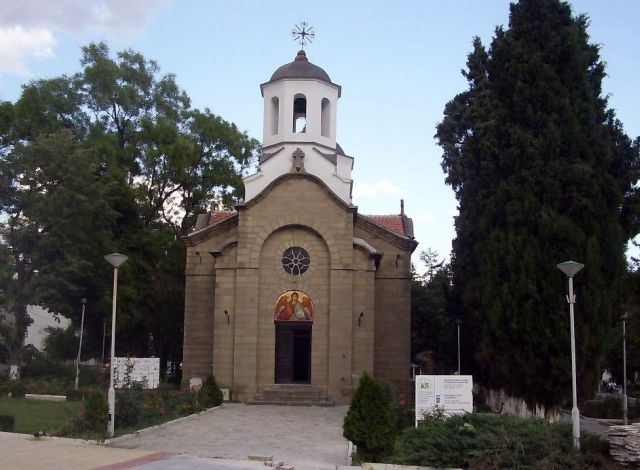
Oosters-orthodoxe kerk
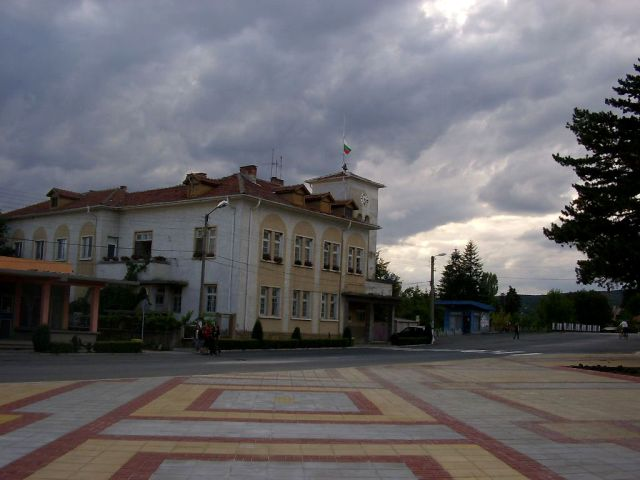
Centrum